# Спесивцев, Павел Николаевич
Павел Николаевич Спесивцев (8 августа 1866, Петербург — 1 мая 1938, Стокгольм) — русский энтомолог, доктор наук. Создатель крупных справочных изданий, используемых до настоящего времени.

## Биография
Сын купца II-й гильдии Николая Павловича Спесивцева и Капитолины Егоровны Спесивцевой, урождённой Филатовой. Окончил немецко-русскую школу Св. Петра в 1885 году. Учился в Санкт-Петербургском университете и продолжил обучение в Лесной институте, закончив последний в 1891 году. Ученик Николая Александровича Холодковского (1846—1921). С 1891 по 1903 год работал ассистентом кафедры зоологии Императорского Лесного в Санкт-Петербурге. С 1903 был приват-доцентом кафедры зоологии Лесного института в Санкт-Петербурге-Петрограде. В 1917 году оказался в Финляндии, а с 1919 года стал энтомологом Королевской лесной опытной станции в Стокгольмe. С 1922 года постоянно проживал в Швеции. В 1929 году Спесивцев участвовал в Съезде Международного союза лесных исследовательских организаций и участвовал в подготовке съезда этого союза в 1932 году.

## Научный вклад и некоторые работы
Систематизировал короедов Европейской части России, составил ряд определителей.
- Спесивцев П. Н. Практический определитель короедов главнейших древесных пород Европейской России (за исключением Крыма и Кавказа): пособие для студентов и лесоводов. — СПб. : Изд. А. Ф. Девриена, 1913. — 112 с.
- Спесивцев П. Н. Жизнь и нравы короедов. — СПб: Энтомологическое общество, 1914.
- Спесивцев П. Н. Определитель короедов главнейших древесных пород Европейской части СССР. М.-Л.: Новая деревня, 1925. — 88 с.
- Спесивцев П. Н.  Определитель короедов Европейской части СССР (за исключением Крыма и Кавказа). 3-е изд. — М. ; Л. : Гос. с.-х. изд-во, 1931. — 103 с.
- Spessivtsev P. Svensk Insektfauna. Coleoptera. Fam. Barkborran. Scolytidae. — Uppsala, 1925.

## Виды короедов, описанные Спесивцевым
Описал 10 новых для науки видов короедов:
- Carphoborus cholodkovskyi Spessivtsev, 1916

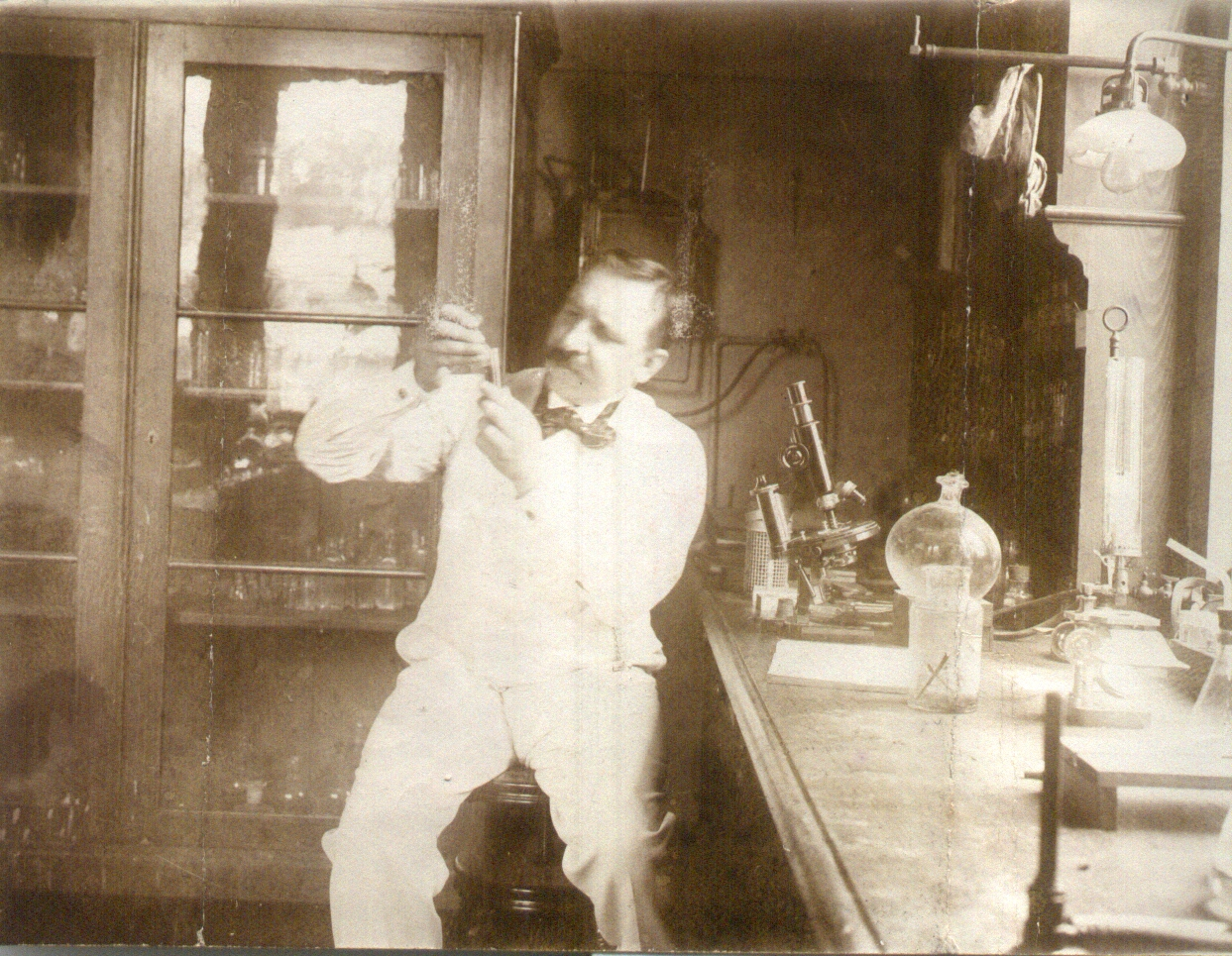
Павел Спесивцев в лаборатории

- Carphoborus teplouchovi Spessivtsev, 1916
- Hylesinus eos Spessivtsev, 1919
- Павел Спесивцев в лабораторииScolytus jacobsoni (Spessivtsev, 1919)
- Scolytus semenovi (Spessivtsev, 1919)
- Tomicus pilifer (Spessivtsev, 1919)
- Orthotomicus starki Spessivtsev, 1926
- Павел спесивцев 1896Pityophthorus morosovi Spessivtseff, 1926

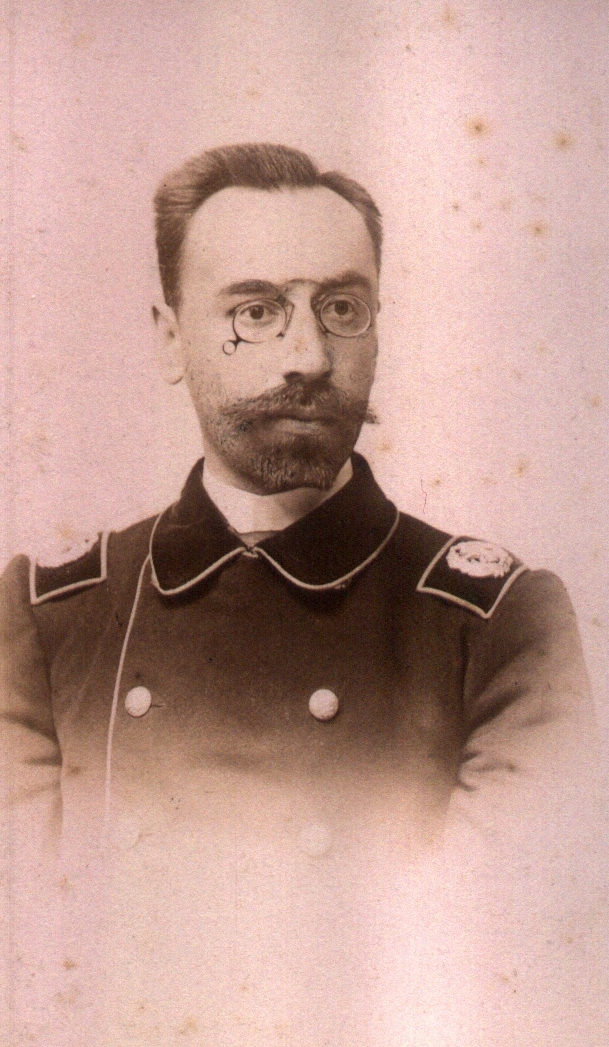
Павел спесивцев 1896

- Pityophthorus traeghardhi Spessivtseff, 1921
- Xylechinus bergeri Spessivtsev, 1919

## Виды короедов названные в честь Спесивцева
В честь Спесивцева названы три вида короедов:
Hylurgops spessivtzevi Eggers, 1914
Ernoporicus spessivtzevi Berger, 1917
Pityogenes spessivtsevi Lebedev, 1926

## Упоминания в литературе
Материалы для библиографии русских научных трудов за рубежом / Под ред. Е. В. Спекторского. Т. 1. № 378. — Белград, 1931. — С. 297—299.
Ковалевский П. Е. Наши достижения. Роль русской эмиграции в мировой науке. Вып. 1. — Мюнхен, 1960. — С. 17;

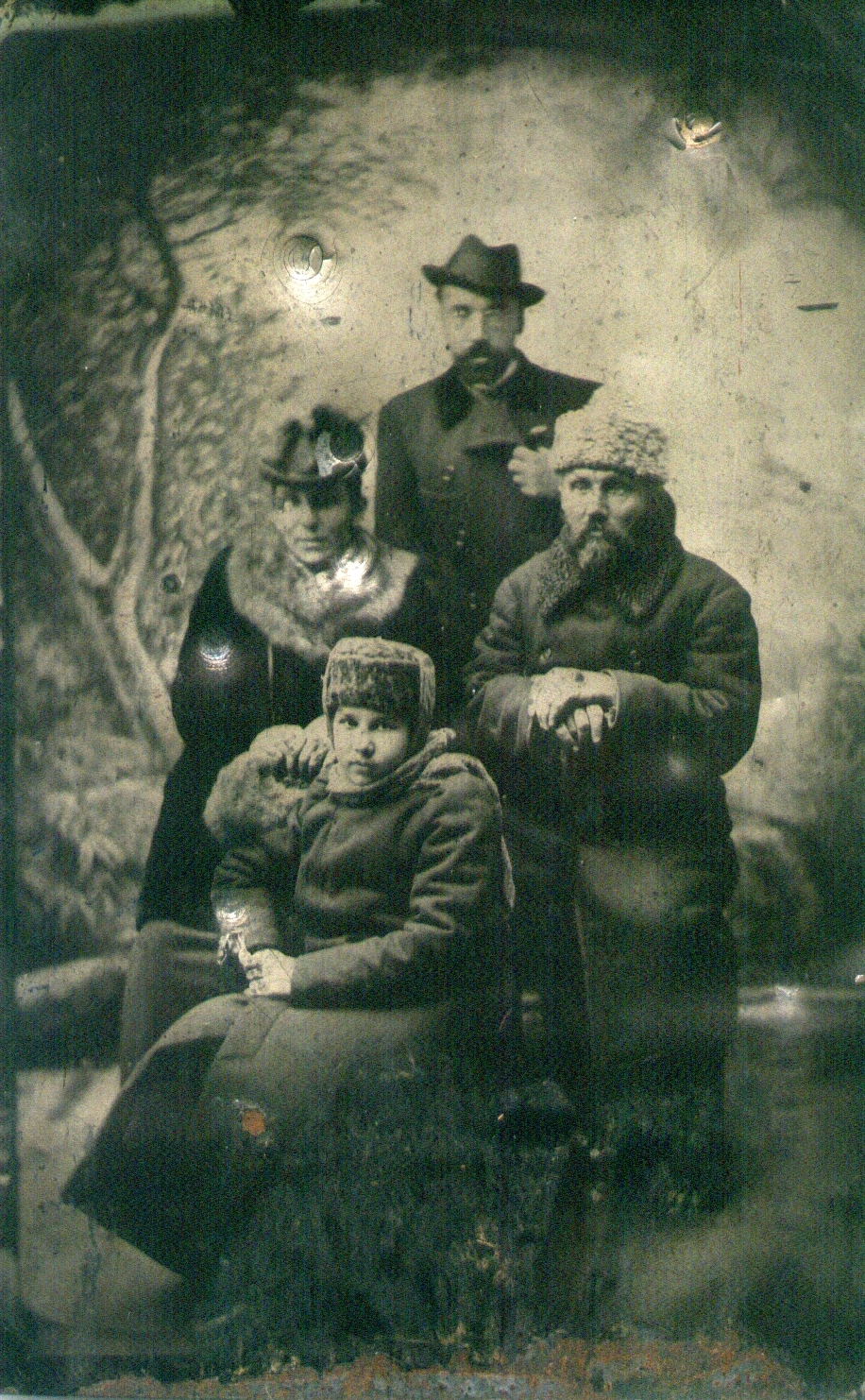
Братья Спесивцевы 1917

Ковалевский П. Е. Зарубежная Россия: История и культурно-просветительная работа русского зарубежья за полвека (1920—1970). — Париж, 1971. — С. 136—137;
Невский архив. Т. 2. -М., СПб., 1995. — С. 445.

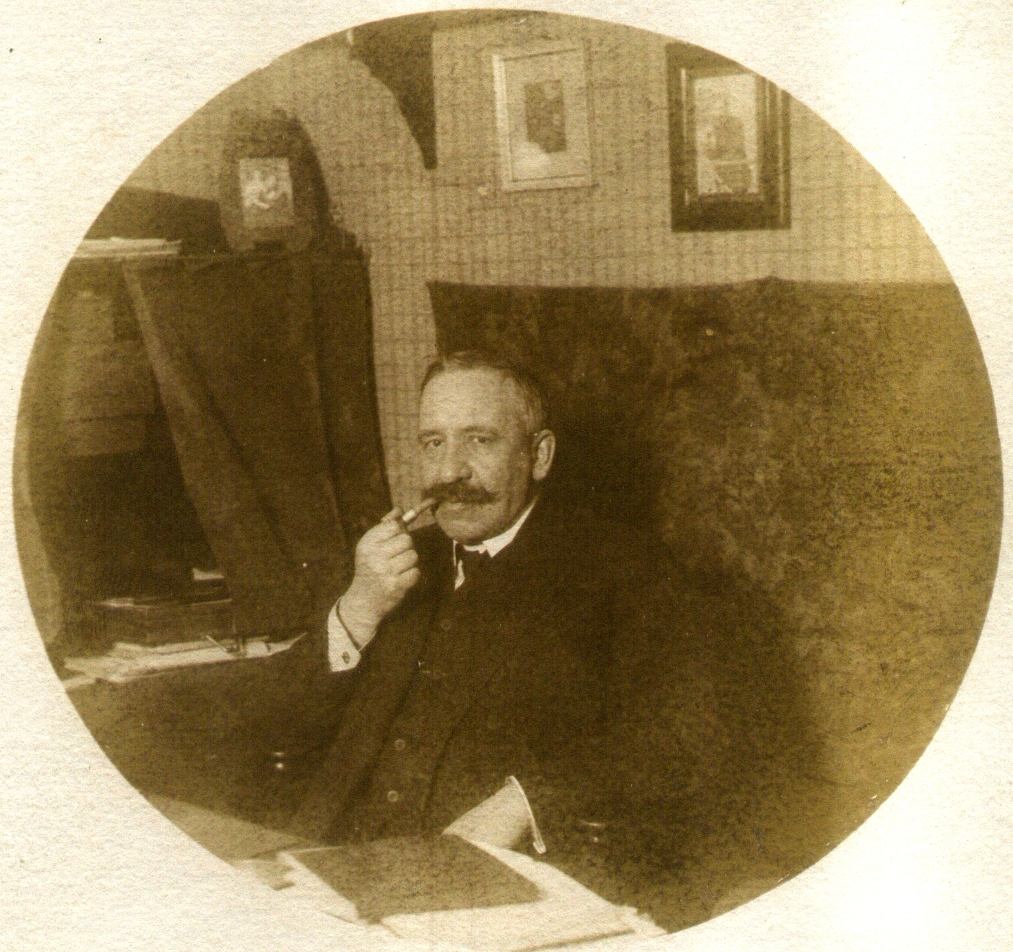
Павел Спесивцев 1910

Незабытые могилы. Российское зарубежье: Некрологи 1917—1997: В 6 томах / Сост. В. Н. Чуваков. — М., 2007.- С. 137.
URL: http://www.russiangrave.ru/person?prs_id=186
Некрополь российского научного зарубежья

## Семья
Братья Петр (1867), Алексей (1872-?), сестры Екатерина (1874-?) и Елизавета (1875—1928). Бездетен. Есть племянники по линии Петра и Елизаветы.